# Jednostka regionalna Rodopy
Jednostka regionalna Rodopy (nwgr.: Περιφερειακή ενότητα Ροδόπης) – jednostka administracyjna Grecji w regionie Macedonia Wschodnia i Tracja. Powołana do życia 1 stycznia 2011 w wyniku przyjęcia nowego podziału administracyjnego kraju. W 2021 roku liczyła 104 tys. mieszkańców.
W skład jednostki wchodzą gminy:
- Ariana (2),
- Jasmos (3),
- Komotini (1),
- Maronia-Sapes (4).

## Szczególne stosunki narodowościowe
Mimo utrzymującej się lokalnej, grecko-tureckiej nieufności, wywoływanej zewnętrznie, tereny jednostek Ksanti, Rodopy i Ewros często wymieniane są jako przykład bardzo zgodnego współżycia i idealnego sąsiedztwa różnych narodowości oraz wyznań. Aktualnie, prócz prawosławnych Greków, zamieszkuje je około 130 tysięcy muzułmanów, w tym duża i bardzo aktywna politycznie mniejszość turecka, dysponująca własnym szkolnictwem podstawowym i średnim, nawet własną bankowością, wspieraną przez sąsiednią Turcję i dużym udziałem swych przedstawicieli w miejscowych władzach administracyjnych. Prócz tego mieszka tu co najmniej 50 tysięcy Pomaków, przez Greków uznawanych za oddzielne, autochtoniczne plemię o cechach odrębnego narodu i zawsze dobrych sąsiadów. Do lat 20. XX wieku zamieszkiwało tu także wielu Bułgarów. Bułgarzy opuścili te ziemie stopniowo, w drodze przesiedleń, zorganizowanych po Traktacie Lozańskim, pod kontrolą Ligi Narodów. Natomiast okres wcielenia tych ziem do Bułgarii, w trakcie II Wojny światowej, jest tu wspominany dramatycznie.